# Stephen Eaton
Stephen Robert Eaton (Toowoomba, Australia, 15 de septiembre de 1975) es un atleta australiano con parálisis cerebral que compite a nivel nacional e internacional en lanzamiento de disco y de bala en eventos como los Juegos Paralímpicos y el IPC Athletics World Campeonatos.

## Carrera

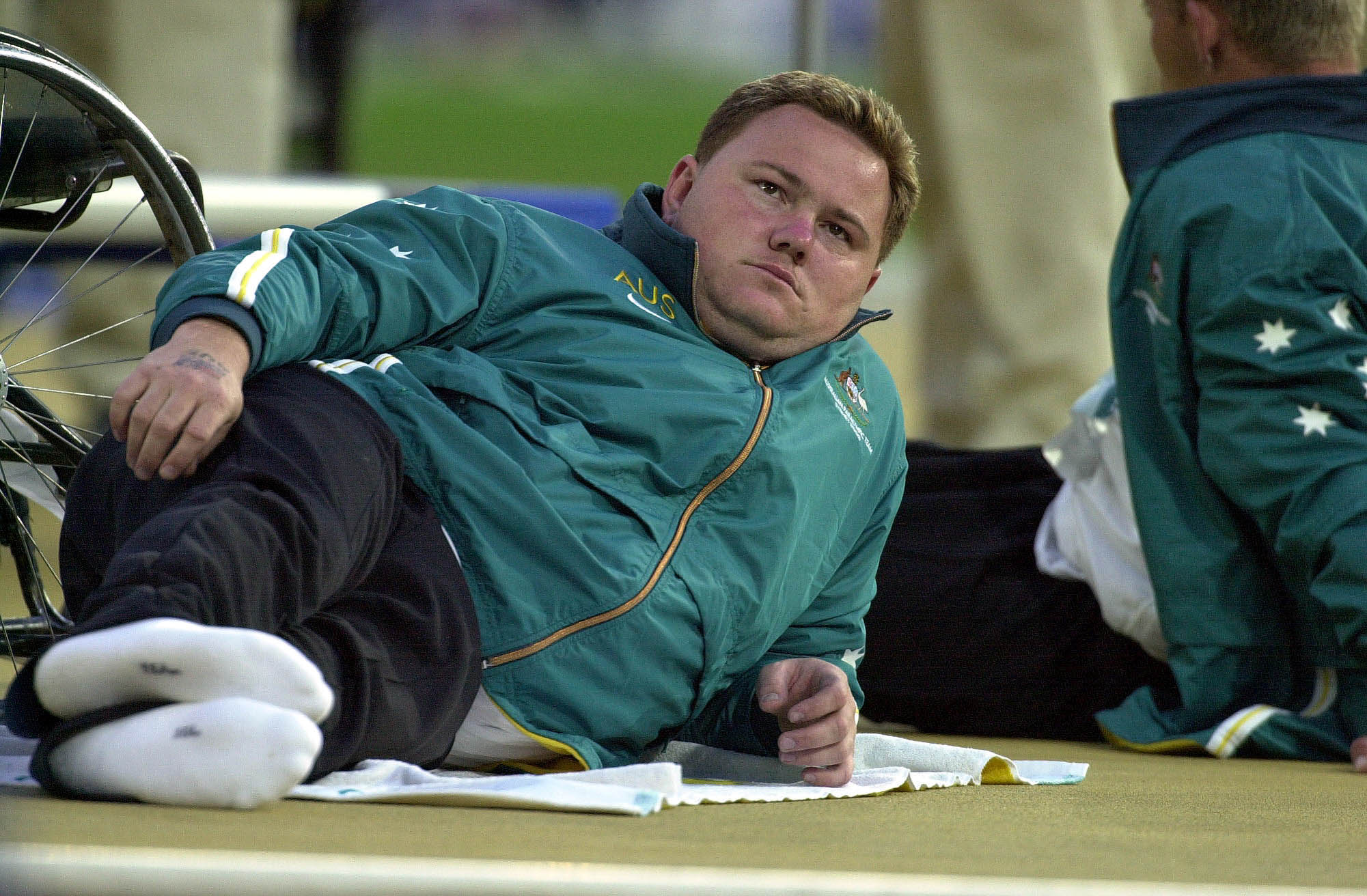
Eaton se relaja en el césped durante la final del disco F34 en los Juegos Paralímpicos de Sídney 2000

Comenzó a participar en eventos de atletismo a los ocho años, bajo la guía de la entrenadora Anne Marsh. Representó a Australia a nivel paralímpico por primera vez en 1993 y ganó dos medallas de oro en los Juegos FESPIC de 1994.   
Ganó una medalla de bronce en el evento masculino Discus F32–33 en los Juegos Paralímpicos de Atlanta de 1996. También ganó una medalla de plata en disco masculino en el Campeonato Mundial de Atletismo IPC de 1998. Obtuvo una beca del Instituto Australiano de Atletismo Deportivo con Discapacidad entre 1997 y 2000.  Igualmente fue apoyado por la Academia de Deportes de Queensland.
Ganó una medalla de oro en los Juegos Paralímpicos de Verano de 2000 en el evento masculino de disco F34,  por el cual recibió la Medalla de la Orden de Australia. En 2000, recibió la medalla deportiva australiana.
Ha destacado el valor terapéutico del deporte para cualquier persona con discapacidad. Comentó: "Si no practicara deporte, no sé qué haría. Tengo la oportunidad de conocer gente y viajar".